# 吴谢宇弑母案
吴谢宇弑母案，媒体又称北大学子弑母案，官方名称吴谢宇故意杀人、诈骗、买卖身份证件案，是一起2015年发生在中華人民共和國福建省福州市的刑事案件。2015年7月10日，北京大学学生吴谢宇在福州杀害自己的母亲谢天琴，并将其遗体用多层塑料包裹并加入活性炭吸臭，后将遗体留在了案发宿舍内。后吴谢宇向亲友隐瞒谢天琴已被其杀害的真相，虚构谢天琴陪同其出国交流学习，以需要生活费、学费、财力证明等理由骗取亲友144万元。为逃避侦查，吴谢宇购买了10余张身份证件，用于隐匿身份。2016年2月14日，谢天琴的遗体被发现。2019年4月20日，警方在重庆江北国际机场抓获吴谢宇。经查，其三年来一直留在中国大陆境内。2021年8月26日，福建省福州市中级人民法院一审判處吴谢宇死刑。被告人吴谢宇不服，提出上诉。2022年3月21日，福建省高级人民法院称该案二审因“不可抗拒原因”中止审理。2023年5月19日，福建省高级人民法院二审开庭审理本案。2023年5月30日，福建省高级人民法院二审公开宣判，裁定驳回上诉，维持死刑判决。2024年1月31日，福州市中级人民法院遵照最高人民法院下达的执行死刑命令，对罪犯吴谢宇执行死刑，终年29岁。

## 当事人

### 加害者
吴谢宇（1994年10月7日—2024年1月31日），化名张唯晋、周龙，福建南平人，原籍莆田，1996年，由于父母工作调动，全家从南平搬迁至福州生活。2006年，考入母亲所在职的福州教育学院第二附属中学上初中。2009年，他以全校第一名的优异成绩考入福州一中，进入高中后成绩也一直名列前茅。2012年，被保送至北京大学经济学院就读，大一时还被评为北大的三好学生，大二时获得了廖凯原奖学金人民幣10,000元，大三时有了出国留学的打算。2014年9月，他曾参加过某机构GRE培训，成绩为Verbal 165分（满分170分），Quantitative 170分（满分170分），Analytical Writing 4.5分（满分6分），位于全球前5%，这家机构还给了他6,000元的奖学金。

### 遇害者
谢天琴（1967年12月25日—2015年7月10日），犯罪嫌疑人吴谢宇的母亲，是一名中学历史教师。1980年代末，她从师范学校毕业，在福州分局南平铁路子弟中学担任历史教师。1992年，她与在南平结识的吴志坚（2010年去世）结婚。之后，两人于1994年生下独生子吴谢宇。1996年底，由于福州分局南平铁路子弟中学被撤销，谢天琴去往福州铁路中学（2003年更名为福州教育学院第二附属中学）继续担任历史教师。

## 事件经过
2015年6月底，吴谢宇在网上购买了刀具、防水布、塑料布、隔离服、医生护士服等各种工具。
2015年7月10日17时许，吴谢宇趁谢天琴回家换鞋之际，持哑铃杠连续猛击其头面部数下致其死亡，殁年47岁。
2015年7月12日-23日，吴谢宇多次在网上购买了活性炭、塑料薄膜等物品，并在现场安装了监控摄像头和报警器。據福州警方消息人士透露，犯罪嫌疑人吳謝宇作案後封死了教職工宿舍，將屍體放在牀上，用塑料布層層包裹，总共75层之多，並在縫隙中放入活性炭吸臭。警方入戶搜查時，先是在吴谢宇卧室的床上发现了被塑料布包裹的人形物体，拆开后发现里面是个假人，随后在床下发现真正的尸体，同样被包裹得严严实实。此外，他還在房間內安裝了監控，並且連接了電腦，窗帘紧闭，屋内所有透光的地方都用黑色胶布贴住。
吳在弒母后又用母親的名義貸款：2015年7月中旬，吴谢宇开始陆续地给自己家的亲戚发信息说自己马上就要到美国的麻省理工学院去做交换生了，自己的母亲谢天琴会一起去美国陪读，将会乘坐7月25日的飞机。随后吴谢宇就以出国需要用钱为由，用自己和母亲的名义通过各种通讯方式向母亲的亲戚同事好友借钱，总借款金额高达144万人民币，都汇到了谢天琴的银行卡上，卡的密码是吴谢宇的生日。吴谢宇还模仿母亲的笔迹替她写了辞职信，邮寄给她的工作单位。正是由于吴谢宇的精心掩饰，亲友们在长达半年的时间里都没有发现异常。

### 发现与逃亡
2016年2月5日（农历腊月廿七），吴谢宇的舅舅接到吴谢宇发来的短信，说他和母亲要从美国波士顿回来，将于2月6日到达福建莆田火车站。2月6日，谢天琴的家人在莆田站接站未果，拨打手机发短信均无回应，赶到福州的家里也无人应门。亲属担心他们出事遂报警。警方初步推测母子二人可能在躲债，但谢天琴的同事对亲属们表示2015年7月底曾在校园里见过吴谢宇。亲属们找到谢天琴工作单位领导，要求撬开房门，被拒。警方后来的悬赏通告显示，2月4日至6日，吴谢宇在河南某酒店居住，4日23时许，吴谢宇还在河南某处ATM机上取钱并被监控摄像头拍到，这是吴谢宇落网前最后一次出现在公共影像中。
2016年2月14日（农历正月初七），福州警方发现受害人谢天琴被害于福州市晉安區桂山路172號教育学院第二附属中学教職工宿舍5座102單元住處內。经侦查，警方发现其子吴谢宇有重大作案嫌疑，并已畏罪潜逃。警方通过调查得知，2015年7月，吴谢宇曾乘坐火车离开福州；10月，吴谢宇曾在福州某酒店登记住宿；10月7日，吴谢宇过生日，还曾和亲人通过电话；12月底，吴谢宇甚至曾回到北大学生宿舍，向同学询问大三下学期缺考补考的事项。
2016年3月3日，福州警方就此案件发布悬赏通告。5月19日，河南商丘警方也协助发布悬赏通告，称吴谢宇可能已潜逃至河南。然而，吴谢宇依旧杳无音信。
离开河南后，吴谢宇辗转上海、深圳等沿海城市，后因风声太紧而选择乘坐大巴车前往內陸地區，最终在重庆落脚，化名“周龙”，白天在培训机构做家教，晚上在观音桥附近的几家夜场做“男模”（实为坐台陪酒的服务生），绰号“小龙”。吴谢宇在做“男模”期间十分注重形象管理，经常出入美发店和健身房，也会和其他“男模”一起去路边小店吃饭，去网吧玩游戏，去其他夜场找“佳丽”（坐檯小姐），找女性性工作者寻欢作乐。他因为长相英俊，身材健硕，又擅长维护与客户的关系，比较受女性顾客欢迎，有时会与顾客单独约会，但业绩不算突出，且从来不与人合影，不与任何人发生冲突和纠纷，加之夜场工作人员流动性强，所以总体上表现得比较低调。他平时待人和气，经常请同事吃饭，还常拿出自己的收入给其他服务生。他在逃亡期间有两个微信号，大号用来发夜场的广告和现场照片、视频，小号则用来转发政治、经济、历史相关内容。他还经常阅读英文杂志，疑似曾被拍到在重庆郊区一处旅游景区的草地上朗读《经济学人》里的文章，还曾用流利的英语和夜场的外籍“男模”沟通，偶尔会教熟客说英语，陪客人唱英文歌，显得与普遍为初中学历的其他“男模”不太一样。他对辅导的学生自称为北京大学毕业，但对夜场的同事和客人则自称为清华大学毕业。但众人只觉得他在吹牛，并没有人相信。逃亡期间，他曾购买三十多张假身份证。
2019年2月，吴谢宇从夜场离职，用“张唯晋”的化名在一家酒吧做服务员。据酒吧员工回忆，吴谢宇当时的形象与悬赏通告上的照片区别很大，他自称是湖南人，但口音与另一名湖南籍同事明显不同，在酒吧工作期间曾多次嫖娼。

## 抓捕过程
2019年4月21日，潜逃三年的吴谢宇在重庆江北国际机场乘机时被警方抓获。但澎湃新闻援引一位目睹吴谢宇落网的重庆陈姓女子的采访，并获得权威信源证实，吴谢宇落网的时间应为4月20日凌晨4时许，他去机场也不是为了乘机，而是去送她的一位女性好友（也是吴谢宇正在追求的一位客户）乘机去武汉。吴谢宇进入江北机场T2航站楼时，在入口防爆安全检查区域被“天眼”人脸识别系统抓拍四次，每次与其被通缉的头像相似度比对都大于或等于98%，确认为吴谢宇本人。重庆警方快速出动，将刚刚进入航站楼不久的吴谢宇抓获。该名陈姓女子表示，与吴谢宇只见过三次，并不算熟，他被抓之后才知道他叫什么，数日后才从朋友那里知道他是杀人犯，十分害怕。吴谢宇所在酒吧的员工证实，吴谢宇去送的是该酒吧的经理。

## 审讯与批捕
2019年4月28日，警方对吴谢宇进行了约8个小时初步审讯。吴谢宇对杀害其母行为并不否认，但对于动机、犯案经过、犯案后自身情况等案件核心问题全采于回避态度，“基本上不做正面回答”。只有在涉及与案件无关的知识性话题时，才积极表达。这样的行为和面对警方的态度被认为与白银案凶手极为相似。
2019年5月27日，福州市晋安区人民检察院对犯罪嫌疑人吴谢宇作出批准逮捕决定。

## 审判
2020年12月24日，福州市中级人民法院公开开庭审理此案。
在庭审中，吴谢宇自述其父亲在家病亡的过程对他刺激很大，提起父亲时总忍不住泪流满面，而提起母亲时只是泛泛地说她是个“好女人”、“好妻子”、“好妈妈”。
考上北京大学后，他开始怀疑自己的健康并变得厌世，一度试图自杀。2015年春节，吴谢宇发现母亲很喜欢张国荣，也很爱看《红楼梦》，认为母亲“也许想像哥哥（张国荣）一样”，也许“最后想像黛玉一样”，“水米不进，只求速死”，便产生了杀死母亲并自杀的想法，认为这样就可以与父亲一起团圆，还能帮母亲“解脱”。4月份起，吴谢宇开始策划杀死母亲，将日子选定在7月10日（即吴谢宇的生日10月7日倒过来）。当天，回家的谢天琴被吴谢宇用哑铃击杀。杀害母亲后，看到现场的惨状，他放弃了自杀。
吴谢宇在庭审中供述称，他认为父亲的死是自己人生中一个重要转折点，不仅导致他心理出现问题，和母亲的关系日益紧张，还让他偏执地认为是亲戚们不肯伸出援手才导致父亲病故，后来骗亲戚们的钱或多或少有一些报复的意思。
他曾在和前女友分手时在她喝的酒和水里下药，并烧毁了存有大量成人电影的电脑。他还在逃亡期间结交了一个从事性服务工作的女友并与之同居，为女友花钱毫不吝啬，经常斥巨资购买彩票，甚至拿出十万余元向对方“提亲”，导致后来生活拮据。
庭审现场，吴谢宇对检察机关的指控供认不讳。公诉机关指控吴谢宇犯有故意杀人罪、诈骗罪、买卖身份证件罪，应依法予以并罚。法庭宣布休庭，择期宣判。吴谢宇的舅舅、姑父和其他亲友出具了谅解书，表示吴可能有精神障碍，请求从宽处理。
2021年8月26日，福州市中级人民法院公开开庭宣判吴谢宇涉嫌故意杀人罪、诈骗罪、买卖身份证件罪一案，以被告人吴谢宇犯故意杀人罪，判处死刑；犯诈骗罪判处有期徒刑十一年；犯买卖身份证件罪，判处有期徒刑三年，决定执行死刑，剥夺政治权利终身，并处罚金人民币十万三千元。9月6日，吴谢宇的辩护律师冯敏表示，吴谢宇已经正式提起上诉，上诉状由他个人邮寄给法院，律师没有看到具体的上诉状。10月，吴谢宇在二审前提出新增一名辩护人，为北京的律师徐昕，吴谢宇曾在看守所读过他的著作，并将申请精神鉴定，而吴在一审期间曾多次拒绝辩护人做精神鉴定的建议。吴谢宇对一审事实认定部分并无异议，但觉得量刑太重，希望能活着赎罪。徐昕表示，此案二审维持原判的可能性很大，但仍有一线生机。虽然吴谢宇是传统意义上的“坏人”，为杀人凶手辩护很容易被唾骂为替“坏人”开脱，但这才是刑事案件辩护的出发点，是程序正义的保障，也是对犯罪嫌疑人法定权利的保障，不然这项制度将毫无意义。他还认为，近亲相杀案件并不罕见，全社会都要对这起悲剧进行反思。
2021年10月，吴谢宇在看守所给被他骗过钱的姨妈、舅舅、姑姑、叔叔等亲属写了一封5万字的忏悔信。在信中，吴谢宇认为自己得了“疑病症”，这一切始于他在儿时是个“小病猫”，曾患有皮肤病和哮喘，被身边同学嘲笑，父亲病逝后再也不相信医院和医生。高三时心脏出现问题，上大学后多次出现心慌心悸、心绞痛，但校医院开的药从来不吃，生怕成为和父亲一样的“药罐子”。2015年一度认为自己随时会猝死。吴谢宇之所以对亲戚们产生怨恨，是因为他的父亲吴志坚病重时他们没能提前告知，导致父子没能见到最后一面；父亲会病故，是因为亲戚们见死不救；父亲死后，亲戚们安慰的话在吴谢宇眼里显得太过“轻巧”。但真实情况是，吴志坚生前从未向亲友们求助，一直采用的保守治疗，放弃治疗主要是为了在家里离开人世。吴谢宇因为怨恨而骗走了姨妈的养老钱，舅舅为此举债度日，和妻子离了婚。吴谢宇认为，自己的内心一直比较封闭，不懂得跟人交心，父母总觉得“大人的事情小孩不用管”，父亲从未教过他“男人的问题”，家庭亲子关系比较冷淡。吴谢宇把自己犯罪的根源，多次归结于小说和影视的虚幻世界。他称自己没有主见、人云亦云，从来没有自己的判断，把虚幻和现实混为一谈。脑中幻想的“爱”到大学时已经变得彻底扭曲颠倒，虚幻错乱。关于母亲谢天琴，吴谢宇认为，她很长时间都没从失去丈夫的悲伤中走出来，像他一样很怕见人，怕被人瞧不起。弑母之后，吴谢宇翻开母亲的日记本，上面写着“幸好我们的儿子这么优秀。”“阿坚，你要保佑我和小宇。”等字样。吴谢宇写道：“这最可怕的痛苦和悔恨压垮了我，我真的受不了，我逃了，我把妈妈一个人扔在了家里。”庭审中，吴谢宇第一次见到了母亲死后的真正模样，完全想不到母亲会是“那样的丑陋可怖”。他在信中请求亲属们的原谅，表示不甘心以罪人的身份去死，想活着做一些事情。根据《中华人民共和国刑事诉讼法》的规定，虽然吴谢宇的姑姑和叔叔们出具了《刑事谅解书》，但这只能减轻吴谢宇诈骗罪的量刑，对整体量刑意义不大。只有故意杀人罪被害人谢天琴的近亲属，即吴谢宇的姨妈和舅舅（谢天琴的姐姐和弟弟）同意谅解，吴谢宇才有可能免死。对于是否原谅外甥，吴谢宇的舅舅没有明确表态。
2021年12月14日，福建省高级人民法院发出公告：吴谢宇案将于12月17日二审开庭，但该公告随后被撤下。吴谢宇的辩护律师徐昕回应称，收到的消息是17日庭前会议，而非开庭。次日，徐昕证实，由于福州新冠肺炎疫情管控原因，原定于12月17日的庭前会议延期召开，具体时间将另行通知，该会议将采用视频的方式不公开进行。12月17日，记者徐昕处获悉，原定于当天上午召开的二审庭前会议，因疫情管控原因取消，时间待定。吴谢宇的另一名辩护律师冯敏因故退出二审辩护。
2022年3月21日，福建省高级人民法院下发刑事裁定书称，法院在审理过程中，由于不能抗拒的原因，依照《中华人民共和国刑事诉讼法》第二百零六条第一款第四项之规定，裁定本案中止审理。。
2023年5月19日，福建省高级人民法院二审公开开庭审理本案。庭审结束后，法庭宣布休庭，择期宣判。2023年5月30日，福建省高级人民法院对吴谢宇故意杀人、诈骗、买卖身份证件上诉一案二审公开宣判，裁定驳回上诉，维持原判死刑。

### 执行
2024年1月31日，福州市中级人民法院遵照最高人民法院下达的执行死刑命令，对吴谢宇执行了死刑。福州市人民检察院派员临场监督。执行死刑前，福州市中级人民法院告知吴谢宇可以申请会见亲属，但吴谢宇未提出申请。

## 相关评论

### 对教育的反思
吴谢宇是一名自幼成绩优异，在亲友眼中几乎完美无缺的“学霸”、“别人家的孩子”、“北大才子”，却用残忍的手法杀害了自己的生身母亲，而且是蓄谋已久，精心策划，引起了社会各界的广泛关注。吴谢宇曾称自己是“考试机器”，除了考试，什么都不会。众多主流媒体和心理、教育、法律专家从亲子关系、家庭教育、心理健康、人格培养等角度出发，对吴谢宇弑母案进行了反思，指出吴谢宇的悲剧很大程度上是由于他在长期压抑的亲子关系中出现了心理问题。传统的教育观念都是只看重孩子的学习成绩，认为学习好就万事大吉，却忽视了他们的心理和人格。因此家长和老师必须摒弃这种错误观念，加强对孩子的心理教育、道德教育、家庭教育、生命教育和性教育，对孩子的心理健康给予更多的关心，加强家校合作，加强正确引导，把孩子培养成为真正健康、健全的人。

### 对媒体的批评
2019年5月15日中午，发布文章“北大学霸弑母求婚的‘妓女’爆料”的公众号“圣童自学”辟谣称文章内容纯属虚构。不少网友质疑其发文动机，谴责其为了商业利益蹭热点编造文章，已经涉嫌造谣。5月15日下午，该公众号经大量用户投诉，账号存在违规行为，已经无法访问。
2020年12月25日，即吴谢宇案开庭第二天，《南方日报》发表题为《吴谢宇案讨论不能失焦》的评论文章。文章指出，案件发生以来，很多媒体把报导的焦点放在了“北大”二字，这种“贴标签”的行为和之前的“北大学子送外卖”、“北大学子卖猪肉”一样，忽略了嫌疑人个人背景、行为动机等核心事实，构成了对北京大学的污名化，以偏概全，人为设置刻板印象，诱导舆论方向，使得公众对案情的讨论逐渐偏离正轨。
除此以外，吴谢宇案发以来，很多新闻学专家学者也发表了学术论文，批评媒体在犯罪新闻报道中的娱乐化、故事化、贴标签、挖隐私、媒体审判、叙事失实等违背新闻伦理的失范行为，明确指出了这些行为可能对社会产生的不良影响。

### 真实动机
据犯罪心理学专家李玫瑾分析，吴谢宇弑母的真实动机是为筹集出国留学的资金。由于母亲反对借钱资助其留学计划，吴谢宇在无法说服母亲的情况下，选择通过极端方式获取资金，以实现出国目标。该行为反映出其以个人现实目标为中心的思维模式，最终因对社会现实的认知不足而未能成行。

## 相关作品
2022年电视剧《底线》第16集唐啸云弑母案的原型是吴谢宇弑母案。剧中的唐啸云（章煜奇饰）是一名高材生，研究生毕业后在一家外企获得一份高薪工作，但长期以来的高压控制和道德绑架导致他与母亲肖某（胡彩虹饰）矛盾重重。而还在试用期的唐啸云因为猥亵女同事而被公司解聘，每天继续假装上班，实则在咖啡馆打发时间。毫不知情的母亲仍在准备在儿子入职当天宴请亲朋好友，已经受够了母亲压制的唐啸云无法面对现实，在母亲生日当天用自己上学时获得的奖杯将其杀害，藏尸冰柜，四处逃亡，吃喝嫖赌，最终落入法网，被判处死刑。剧中的主审法官宋羽霏（王秀竹饰）说：“一个当事人杀了他母亲，但真的是这个孩子杀了他母亲吗？在他杀他母亲之前，他母亲严苛的教育，早就杀死了这个孩子……有几个人看到这孩子在精神上被凌迟了？”吴谢宇的辩护律师徐昕在接受采访时表示，吴谢宇曾说希望他的案子能起到一定的警示作用。另一名辩护律师郑晓静表示，之前已经去看守所会见了正在等待二审的吴谢宇，吴谢宇已经知道自己的案子被搬上了银幕，但不接受剧中唐啸云母亲“控制狂”的设定，不希望母亲被塑造成一个坏人。
2023年7月17日，《三联生活周刊》发表长篇报道《吴谢宇：人性的深渊》；2025年5月，生活·读书·新知三联书店又基于此报道出版了书籍《人性的深渊：吴谢宇案》。

### 专题报道
- 百度跟进 —— 北大学生吴谢宇弑母案 （页面存档备份，存于）